# Кохисеванйоки
Кохисеванйоки — река в России, протекает по Печенгскому району Мурманской области. Устье реки находится в 8,8 км по левому берегу реки Наутсийоки. Длина реки составляет 14 км.

## Данные водного реестра
По данным государственного водного реестра России относится к Баренцево-Беломорскому бассейновому округу, водохозяйственный участок реки — реки бассейна Баренцева моря от реки Патсо-Йоки (граница РФ с Норвегией) до западной границы бассейна реки Печенга. Речной бассейн реки — бассейны рек Кольского полуострова, впадает в Баренцево море.
Код объекта в государственном водном реестре — 02010000112101000000078.